# Maximiliano Gutiérrez
Maximiliano José Gutiérrez Jara (Chiguayante, Región del Biobío, Chile, 3 de mayo de 2004) es un futbolista profesional chileno. Juega de defensa y de extremo por la banda derecha, y su equipo actual es Huachipato, de la Primera División de Chile. Es hermano del también futbolista Joaquín Gutiérrez.

## Trayectoria

### Inicios
Al igual que su hermano Joaquín, realizaría su formación como futbolista en las inferiores de Huachipato y se convertiría en el jugador más joven en debutar por el club en la temporada 2022. Como juvenil Sub-20 se coronó campeón del Campeonato de Proyección 2022, clasificando a la Copa Libertadores Sub-20 2023, en dicha competición destacaría con un doblete que le daría la victoria a Huachipato sobre Palmeiras.

### Huachipato
Por sus actuaciones en la Sub-20, sería considerado en el primer equipo, con la difícil competencia de que en su posición también está su hermano, Joaquín Gutiérrez y el capitán de la Sub-20 con la que se coronó campeón del Campeonato de Proyección 2022 y con la que participó en la Copa Libertadores Sub-20 2023, Nelson Guaiquil, ambos jugadores desempañándose como laterales por derecha. Sin embargo Maximiliano se las arreglaría para debutar por el primer equipo en la temporada 2022 un 5 de noviembre ante Palestino.
Para la temporada 2023 en la que Huachipato se proclamaría campeón, pese a estar dentro de nóminas del equipo en Primera División, no tendría mayor participación salvo partidos válidos por Copa Chile, pese a esto celebraría el título con varios canteranos, incluyendo su propio hermano, Joaquín, quién a finales de la temporada estaría compitiendo su posición con Felipe Loyola.

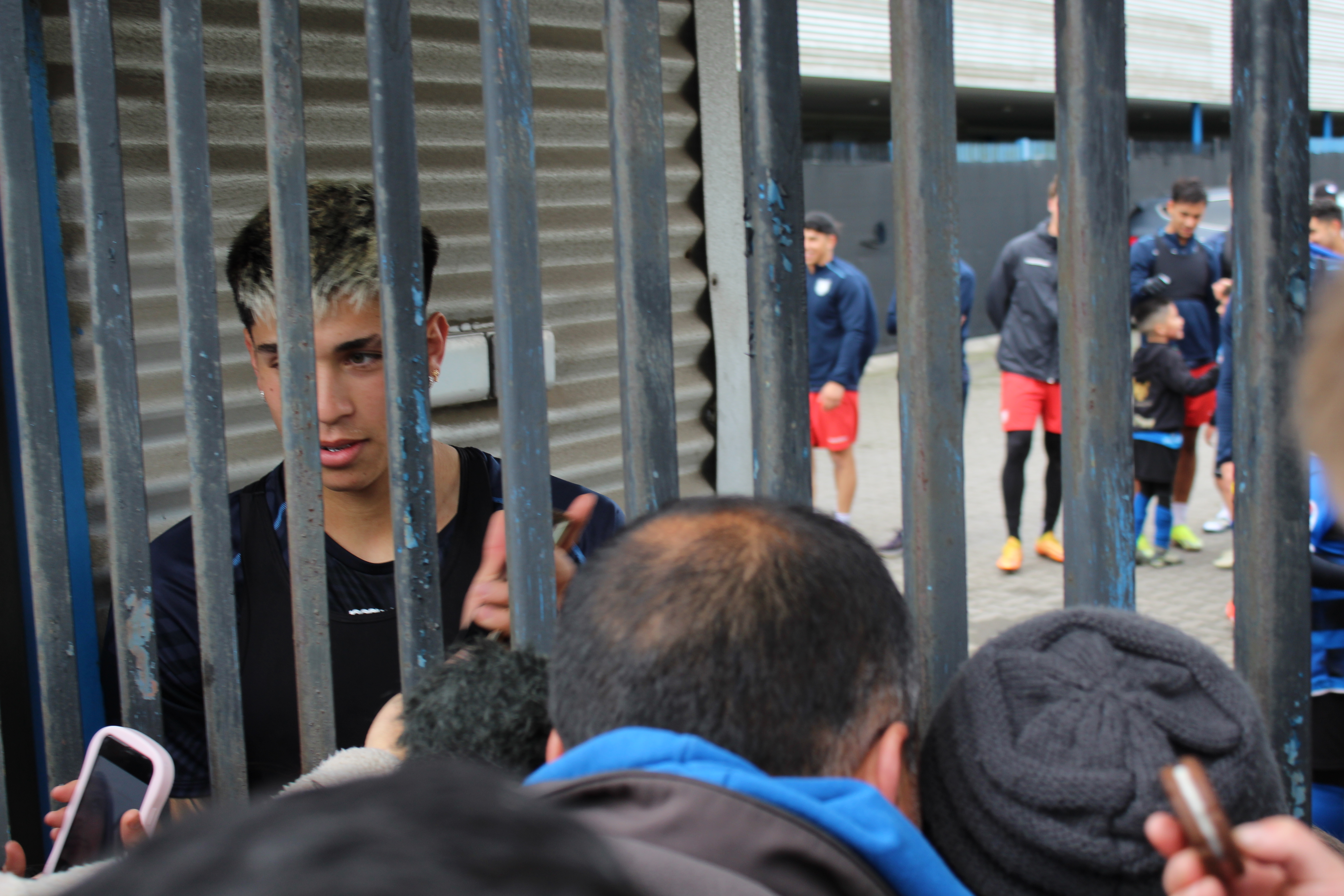
Maximiliano Gutiérrez firma autógrafos a la entrada del estadio de Huachipato después de un entrenamiento, previo al partido contra Gremio de Porto Alegre por la Copa Libertadores 2024.

Con una difícil competencia y en parte por la lesión de Felipe Loyola, tendría mayor consideración para la temporada 2024, siendo un agente ofensivo importante y quedándose con un puesto muy competitivo, en donde tendría buenas actuaciones, anotando goles jugando la Primera División de Chile y la Copa Libertadores 2024. Para el 29 de mayo, correspondiente a la quinta fecha del Grupo C, Huachipato eliminaría de la Copa Libertadores al club Estudiantes de La Plata en un partido que terminaría 4 - 3 en favor del elenco de Talcahuano, en donde el sería el jugador del partido, siendo un constante agente ofensivo y anotando su primer gol en copas internacionales por el primer equipo.Posteriormente debido a su rendimiento ya se hablaba del seguimiento de clubes como Colo-Colo e incluso de equipos extranjeros.

## Estadísticas
| Club                | Div.                | Temporada           | Liga  | Liga  | Liga   | Copas nacionales | Copas nacionales | Copas nacionales | Torneos internacionales | Torneos internacionales | Torneos internacionales | Total | Total | Total  |
| Club                | Div.                | Temporada           | Part. | Goles | Asist. | Part.            | Goles            | Asist.           | Part.                   | Goles                   | Asist.                  | Part. | Goles | Asist. |
| ------------------- | ------------------- | ------------------- | ----- | ----- | ------ | ---------------- | ---------------- | ---------------- | ----------------------- | ----------------------- | ----------------------- | ----- | ----- | ------ |
| Huachipato · Chile  | 1.ª                 | 2022                | 1     | 0     | 0      | 5                | 0                | 0                | —                       | —                       | —                       | 6     | 0     | 0      |
| Huachipato · Chile  | 1.ª                 | 2023                | 0     | 0     | 0      | 1                | 0                | 0                | —                       | —                       | —                       | 1     | 0     | 0      |
| Huachipato · Chile  | 1.ª                 | 2024                | 11    | 2     | 1      | 0                | 0                | 0                | 4                       | 1                       | 0                       | 15    | 3     | 1      |
| Huachipato · Chile  | Total club          | Total club          | 12    | 2     | 1      | 6                | 0                | 0                | 4                       | 1                       | 0                       | 22    | 3     | 1      |
| Total en su carrera | Total en su carrera | Total en su carrera | 12    | 2     | 1      | 6                | 0                | 0                | 4                       | 1                       | 0                       | 22    | 3     | 1      |
| 1. 2.               |                     |                     |       |       |        |                  |                  |                  |                         |                         |                         |       |       |        |

## Palmarés
| Título           | Club       | País  | Año  |
| ---------------- | ---------- | ----- | ---- |
| Primera División | Huachipato | Chile | 2023 |